# 故事工廠
故事工廠（英語：Story Works）由林佳鋒與黃致凱共同創辦。
創立於2013年12月31日，迄今發表18回作品：《白日夢騎士》、《3個諸葛亮》、《男言之隱》、《莊子兵法》、《偽婚男女》、《變聲偵探》、《小兒子》、《一夜新娘》、《明晚，空中見》、《七十三變》、《他們等待的那位果陀》、《再見歌廳秀》、《我們與惡的距離》全民公投劇場版、《暫時停止青春》、《Space Boy》星空男孩、《一個公務員的意外死亡》、《四姊妹》、《天后》。
故事工廠以原創戲劇作品為主體，致力培養專業劇場人才、落實戲劇教育，推動文創夢土、打造互動式的劇場人文環境，希冀一篇篇好故事，將生活養分帶進台灣各個角落。秉持對戲劇的熱情與使命、踏實的站在這片土地上，呈現每個動人時刻，承載每位觀眾的悲、苦、喜、樂，將溫熱的淚與汗化為生命之河、沁心回甘。
在這裡，我們製造感動，製造驚喜，製造有生命的故事。 
團隊獲107年度國藝會演藝團隊分級獎助、106年臺北市傑出演藝團隊、105年臺北市傑出演藝團隊。

## 大事記
- 2013年12月31日，故事工廠成立於臺北市。由林佳鋒與黃致凱共同創辦。
- 2014年5月9日，創團作品《白日夢騎士》首演，談的是一個現代寓言，荒誕卻真實，是故事工廠最初創立的心境呈現。
- 2014年10月4日，第2回作品《3個諸葛亮》首演，截至2018年8月已演出近150場。
- 2015年5月15日，夢田文創宣布與故事工廠共同推出大型舞台劇，同年7月22日第3回作品《男言之隱》，夢田文創執行長蘇麗媚擔任監製，故事工廠藝術總監黃致凱擔任編導。
- 2017年9月15日，第4回作品《莊子兵法》首演，本劇背景為一個以莊子為主題的密室遊戲，六名參賽者為了高達一千萬的獎金各懷鬼胎，卻在此遊戲中被迫面對自己的人生難題。由資深演員劉亮佐、竇智孔、劉珊珊，引領新世代演員李劭婕 、郭耀仁、林東緒、吳定謙心機演出，在驚悚之餘不忘用荒謬的手法揶揄人性。編導黃致凱認為「觀眾看戲時，不論生活遇到什麼難題，走出劇場都能從自己的精神密室裡走出來」，如同slogan所言「當你無法逃脫，只能選擇灑脫」，有時心境的轉換，也許就能帶自己逃出精神密室。[1]
- 2018年4月20日，第5回作品《偽婚男女》首演，由知名電影導演周美玲與故事工廠導演黃致凱首度聯手合作，將同名電視電影改編成舞台劇，將時下熱議的多元成家話題搬演至舞台，除呈現年輕世代追尋真愛所遭受的困境，更藉由金鐘雙后王琄、楊麗音領軍，率眾年輕演員們如王承嫣(小蠻)、唐振剛、王樂妍、福地祐介、李德筠與賴盈螢和林采慧等，共同演出一齣暖心家庭喜劇。
- 2018年5月26日，第6回作品《變聲偵探》首演，為故事工廠的新血編導黃彥霖所交出的首張編導成績單，運用聲音、節奏來說故事，創造與觀眾的互動。團隊特別邀請了國內口技高手錢君銜（大錢）進行口技設計，由陳大天、錢君銜（大錢）、錢君仲（小錢）、郭耀仁喜感演出，集合口技、表演、舞蹈、模仿等多項元素，帶出主角追尋記憶的追逐冒險。
- 2018年9月7日，第7回作品《小兒子》首演，由李天柱、藍鈞天、吳定謙、劉珊珊、蔡亘晏、郭耀仁、朱宥琳、林東緒、陳玄家、楊棟清等劇場好手共同演出，劇情講述一個小說家藉由書寫，記錄他與小兒子之間的成長故事。多年後，他開始慢慢失智，唯一記得的是自己曾寫下的文字。在外打拼多年的小兒子，被迫重新學習和父親相處，透過回憶書中的往事，來延緩父親記憶流失的速度，卻也為自己上了一堂珍貴的生命課程。[2]
- 2018年11月25日，第8回作品《一夜新娘》首演，由譚艾珍、陳以恩、高玉珊、郭耀仁、吳定謙、邱逸峰、風田等共同演出，劇情講述正為一段異國戀情苦惱的小梅，與曾祖母櫻子談論起對愛情的看法，一套象徵死亡與再生的日本婚服，串起她與三個男人難解的情緣。在糾結的愛情難題裡，編織悲喜交加的時代曲；在小人物的血淚離合中，拼湊歷史的失落拼圖。[3]
- 2019年3月30日，第9回作品《明晚，空中見》首演，由蔡燦得、房思瑜、林東緒、劉珊珊、郭耀仁、林子恆、李運慶、黃一嘉等劇場好手共同演出，劇情描述電台主持人維娜與母親間的矛盾心結，患有躁鬱症的媽媽常對維娜情緒勒索，甚至在她工作的電台頂樓跳樓身亡。某天一通穿越時空的母親來電，讓維娜決定不惜代價，扭轉母親悲慘的一生，但改變母親命運的同時，也意味著自己的人生將重新改寫。[4]

## 歷年作品
- 第1回作品《白日夢騎士》[5]
- 第2回作品《3個諸葛亮》[6]
- 第3回作品《男言之隱》[7]
- 第4回作品《莊子兵法》
- 第5回作品《偽婚男女》
- 第6回作品《變聲偵探》
- 第7回作品《小兒子》
- 第8回作品《一夜新娘》
- 第9回作品《明晚，空中見》
- 第10回作品《七十三變》
- 第11回作品《他們等待的那位果陀》
- 第12回作品《再見歌廳秀》
- 第13回作品《我們與惡的距離》
- 第14回作品《暫時停止青春》
- 第15回作品《Space Boy星空男孩》
- 第16回作品《一個公務員的意外死亡》
- 第17回作品《四姊妹》
- 第18回作品《天后》
- 第19回作品《倒數婚姻》
- 第20回作品《媽，別鬧了！》
- 第21回作品《火神的眼淚》

## 聯合製作
- 2014年《無限狂想》國立台灣交響樂團委製作品
- 2015年《鬼點子劇展》
- 2016年《交響小精靈》國立台灣交響樂團委製作品
- 2017年《千面惡女》寬宏藝術委製作品

## 班底演員
- 郭耀仁
- 林東緒
- 劉珊珊
- 吳定謙
- 蔡燦得
- 李劭婕
- 邱逸峰
- 吳怡霈
- 鄭凱云
- 楊千霈
- 杜詩梅
- 黃嘉千
- 廖梨伶

## 累積場次與觀賞人次
至2021年5月11日止，累積場次為488場，累積觀賞人次為302,227人次。

## 外部連結
- 故事工廠 （页面存档备份，存于）
- 故事工廠的Facebook專頁
- 故事工廠的Instagram帳戶
- YouTube上的故事工廠頻道